# Fuji Women's University
La Fuji Women's University è un'università privata di indirizzo cattolico con sede a Sapporo, in Giappone.

## Storia
Le origini dell'istituto risalgono alla scuola femminile fondata nel 1925 dal missionario francescano Wenzeslaus Kinold, vicario apostolico di Sapporo, e da una comunità di francescane di San Giorgio Martire provenienti dalla Germania. La scuola fu elevata al rango di college femminile nel 1961.